# Център за защита правата в здравеопазването
Център за защита правата в здравеопазването е организация със седалище в София.

## История
Сдружение „Център за защита правата в здравеопазването“ е регистрирано в Софийския градски съд на 08.10.2007 г. по ФД № 14322/07, като юридическо лице с нестопанска цел. ЦЗПЗ е вписан в Регистъра на министерството на правосъдието, като организация в обществена полза.

## Мисия
Защитата на правата в здравеопазването се отнася до:
- правата на гражданите,
- правата на пациентите,
- правата на здравноосигурените лица,
- правата на лекарите и медицинския персонал,
- правата на юридически лица – лечебни и здравни заведения.

Защитата на права в здравеопазването включва:
- по-добра информираност,
- по-добри регламенти,
- действия при вече нарушени индивидуални или колективни права.

## Дейности
Центърът за защита правата в здравеопазването:
- предоставя информация и консултации,
- изготвя анализи,
- прави предложения и препоръки,
- осигурява представителство пред административни и съдебни органи.

## Задачи
- Изграждане и функциониране на център за обща и специализирана информация и консултации по въпросите на здравеопазването и осигуряването.
- Организиране на звена за правни консултации и защита на колективните и индивидуалните права по административен и съдебен ред.
- Въздействие и контрол, чрез правни средства и способи, върху дейността на здравната администрация.
- Изработване, управление и реализация на национални и международни проекти, свързани с развитието и усъвършенствуването на здравеопазването.
- Анализ на нормативната уредба и изготвяне на предложения за промени.
- Създаване на общоевропейска мрежа от организации за защита на правата в здравеопазването.

## Управителен съвет
ЦЗПЗ се ръководи от Управителен съвет в състав:
- Стойчо Кацаров – председател
- Зелма Алмалех – член на УС
- Ангелина Бонева-Кхан – член на УС
- Христина Николова – изп. директор

## Проекти

### НСВОК
Националната система за външна оценка на качеството на клиничните лаборатории /НСВОК/ се координира от ЦЗПЗ. Статутът на организацията отговаря на основополагащия принцип на системите за външна оценка на качеството – оценката да се извършва от независима организация и специалисти, които не участват пряко или косвено в оценяваната дейност. Целта на НСВОК е да подпомогне усилията на лекари и лаборанти за постигане най-високо качество на лабораторната дейност.

### Добрите болници
Целта на платформата е да се даде прозрачност и информираност както и обективна оценка на болниците, за да може пациентът да направи своя информиран избор, на база на който да прецени къде може да получи адекватна грижа и лечение.